# Liste römischer Cognomina
Dies ist eine Liste römischer Cognomina. Zur Verwendung siehe Römische Namen.
Die Liste ist derzeit unvollständig und wird sukzessive ergänzt. Belegte Ergänzungen sind herzlich willkommen.

## A
| Cognomen    | wörtliche Bedeutung                                                 | Namensträger (beispielhaft) | Anmerkungen |
| ----------- | ------------------------------------------------------------------- | --- | --- |
| Acilianus   | „Adoptivkind [aus] der gens Acilia“                                 | Minucius Acilianus, Senator, um 100 Quintus Claudius Acilianus, Prätor 289 | |
| Achaicus    | „Aus Achaea stammend“ oder „Zu den Achaiern gehörend“               | Achaicus, frühchristlicher Heiliger aus Korinth, 1. Jhd. Mummia Achaica, Mutter von Kaiser Galba, Urenkelin von Lucius Mummius Achaicus (siehe rechts), spätes 1. Jhd. v. Chr. Der Ehrenname war zwischenzeitlich zum Cognomen geworden. | Ursprünglich Agnomen, |
| Adventus    | „Ankunft“                                                           | Quintus Antistius Adventus Postumius Aquilinus, Suffektkonsul 167 Marcus Oclatinius Adventus, Konsul 218, lehnte 217 die Kaiserwürde ab                                                                                                  | Zur Begriffsbedeutung siehe den Artikel Adventus.                                                                                             |
| Aemilianus  | „Adoptivkind [aus] der gens Aemilia“                                | Publius Cornelius Scipio Aemilianus Africanus, „der jüngere Scipio“, Konsul, zerstörte 146 v. Chr. Karthago Marcus Aemilius Aemilianus, Kaiser 253                                                                                       | Zuerst angenommen von Marcus Livius Drusus Aemilianus, der ersten dokumentierten Adoption aus einer patrizischen in eine plebejische Familie. |
| Afer        | von Africanus, etwa „aus [der Provinz] Africa stammend“             | Gnaeus Domitius Afer, Suffektkonsul 39 Senecio Memmius Afer, Suffektkonsul 99 | Seit der späten Republik auch ohne Zusammenhang mit der wörtlichen Bedeutung in Verwendung.                                                   |
| Agricola    | „Bauer“                                                             | Gnaeus Iulius Agricola, Suffektkonsul 77, danach langjähriger Statthalter in Britannien Quintus Glitius Atilius Agricola, Suffektkonsul 97 und 103                                                                                       | |
| Agrippa     | „Mit Schwierigkeit geboren“, „fußkrank“ oder „vorn die Füße habend“ | Marcus Vipsanius Agrippa, Feldherr, Politiker, Vertrauter des Augustus, Vorfahr der Kaiser Caligula und Nero Gaius Fonteius Agrippa, Suffektkonsul 58                                                                                    | Ursprünglich ein Praenomen, später Cognomen, im Mittelalter und der Neuzeit als Nachname verbreitet.                                          |
| Ahala       | Von axilla: „Achselhöhle“                                           | Gaius Servilius Ahala, Konsul 427 v. Chr. Gaius Servilius Ahala, Konsulartribun 408, 407 und 402 v. Chr. | Wahrscheinlich etruskischen Ursprungs. |
| Ahenobarbus | „Bronzebart“                                                        | Gnaeus Domitius Ahenobarbus, kämpfte gegen Caesar und das zweite Triumvirat Lucius Domitius Ahenobarbus, Geburtsname des späteren Kaiser Nero                                                                                            | |
| Albanus     | Diverse, siehe Artikel                                              | Lucius Numerius Albanus, Flottenpräfekt 127 in Ravenna Numerius Albanus, Praeses der Provinz Lusitania 336 | |
| Alb(in)us   | Von albus: „weiß“                                                   | Clodius Albinus, Gegenkaiser 195–197 Spurius Postumius Albinus, Konsul 148 v. Chr. nach dem die Via Postumia benannt ist | Albus und Albinus werden als Cognomen gleichbedeutend verwendet.                                                                              |
| Anullinus   | Vielleicht von anulus: „kleiner Ring“                               | Publius Cornelius Anullinus, Konsul 199, enger Vertrauter des Kaisers Septimius Severus Gaius Annius Anullinus, Konsul 295 | |
| Aper        | „Eber“                                                              | Marcus Flavius Aper, Konsul 130 Marcus Aper, Prätor, berühmter Redner und Lehrer des Tacitus | |
| Aquila      | „Adler“                                                             | Gaius Furius Sabinius Aquila Timesitheus, Prätorianerpräfekt und enger Berater des Kaisers Gordian III. Lucius Pontius Aquila, einer der Verschwörer gegen Caesar                                                                        | |
| Aquilinus   | „adlerartig“                                                        | Lucius Epidius Titius Aquilinus, Konsul 125 Titus Herminius Aquilinus, Konsul 506 v. Chr. | |
| Arrianus    | „Adoptivkind [aus] der gens Arria“                                  | Aulus Cassius Arrianus, Suffektkonsul 132 Lucius Flavius Arrianus, römischer Historiker, bekannt als Arrian | |
| Arvina      | „Fett“ oder „Speck“                                                 | Aulus Cornelius Cossus Arvina, Diktator 332 v. Chr. Gaius Papirius Carbo Arvina, Volkstribun 89 v. Chr. | |
| Asellio     | „Eseltreiber“                                                       | Aulus Sempronius Asellio, Prätor 89 v. Chr. Sempronius Asellio, Historiker | Name einer plebeischen Familie der gens Sempronia.                                                                                            |
| Asina       | eventuell „Eselin“                                                  | Gnaeus Cornelius Scipio Asina, römischer Konsul 260 und 254 v. Chr. Publius Cornelius Scipio Asina, römischer Konsul 221 v. Chr., Sohn des vorigen                                                                                       | Namensherkunft sehr unklar. |
| Asprenas    | „Espen“                                                             | Lucius Nonius Asprenas, Suffektkonsul 6 und Feldherr Lucius Nonius Calpurnius Torquatus Asprenas, Konsul 94 und 128 | |
| Atticus     | „Aus Athen [stammend]“, „aus Attika [stammend]“ oder „athenisch“    | Herodes Atticus, griechisch-römischer Redner, Politiker und Mäzen, 1. Jahrhundert Titus Pomponius Atticus, römischer Ritter und enger Freund von Cicero, 1. Jahrhundert v. Chr.                                                          | |
| Augustanus  | „zu Augustus gehörig“ oder „augusteisch“                            | Quintus Pompeius Senecio (...) Augustanus (...) Sosius Priscus, römischer Konsul 169 Tiberius Claudius Augustanus Alpinus Lucius Bellicius Sollers, römischer Konsul im 2. Jahrhundert                                                   | |
| Aurelianus  | „Adoptivkind [aus] der gens Aurelia“                                | Caelius Aurelianus, Verfasser bedeutender medizinischer Schriften, 5. Jahrhundert Lucius Domitius Aurelianus, Geburtsname des späteren Kaiser Aurelian                                                                                   | |
| Auspex      | „Vogelschauer“                                                      | Gaius Silvius Auspex, römischer Offizier, 2. Jahrhundert Pollenius Auspex der Ältere, römischer Suffektkonsul zwischen 170 und 174 | |
| Auxentius   | von griechisch Αὐξήντιος; „wachsend“                                | Flavius Olbius Auxentius Draucus, römischer Stadtpräfekt 441 und 445 Fonteius Litorius Auxentius, römischer Stadtpräfekt unter Theodosius II. und Valentinian III., 5. Jahrhundert                                                       | Ursprünglich Signum. |
| Avienus     | „aus der gens Aviena“                                               | Flavius Avienus iunior, römischer Konsul 501 Postumius Rufius Festus Avienus, römischer Dichter im 4. Jahrhundert, bekannt als Avienus                                                                                                   | |
| Aviola      | „Vögelchen“                                                         | Acilius Aviola (Konsular), römischer Senator im 1. Jahrhundert v. Chr., versehentlich auf dem Scheiterhaufen verbrannt Manius Acilius Aviola († 97), römischer Konsul 54                                                                 | Name einer Familie der gens Acilia. |
| Avitus      | „Großvater“                                                         | Eparchius Avitus, Geburtsname des Kaiser Avitus Lucius Hedius Rufus Lollianus Avitus, römischer Konsul 114 | |

## B
| Cognomen  | wörtliche Bedeutung                                           | Namensträger (beispielhaft) | Anmerkungen                                      |
| --------- | ------------------------------------------------------------- | --- | ------------------------------------------------ |
| Balbillus | von balbus: „Stotterer“                                       | Tiberius Claudius Balbillus, römischer Gelehrter und Politiker, 1. Jahrhundert Tiberius Iulius Balbillus, sampsigeramischer Priester des Elagabal, 2. und 3. Jahrhundert                       |                                                  |
| Balbus    | „Stotterer“                                                   | Lucius Cornelius Balbus Maior, römischer Konsul 40 v. Chr., erster nicht-gebürtiger Römer in diesem Amt Marcus Atius Balbus, Prätor 62 v. Chr., Großvater des Augustus und Schwager des Caesar |                                                  |
| Barbatus  | „der Bärtige“                                                 | Titus Quinctius Capitolinus Barbatus, sechsmaliger Konsul im 5. Jahrhundert v. Chr. Marcus Valerius Messala Barbatus, Schwiegervater des Kaiser Claudius                                       |                                                  |
| Bassus    | ursprünglich lateinisch „der Dicke“, später semitisch „Katze“ | Publius Ventidius Bassus, römischer Suffektkonsul 43 v. Chr. Titus Pomponius Bassus, römischer Konsul 94                                                                                       |                                                  |
| Bestia    | „Tier“, „Raubtier“ oder „Bestie“                              | Lucius Calpurnius Bestia (Konsul), römischer Politiker und Feldherr Lucius Calipurnius Bestia (Aedil), römischer Politiker, Freund des Marcus Antonius                                         | Auch als Spottname in Verwendung.                |
| Bibaculus | „Trinker“                                                     | Lucius Furius Bibaculus, römischer Politiker, Prätor zwischen 226 und 219 v. Chr. Marcus Furius Bibaculus, römischer Dichter und Neoteriker, 1. Jahrhundert v. Chr.                            |                                                  |
| Bibulus   | „Säufer“, „Trinker“                                           | Gaius Publicius Bibulus, römischer Politiker, Ädil um 100 v. Chr. Marcus Calpurnius Bibulus, römischer Politiker und Feldherr, Konsul 59 v. Chr. mit Caesar                                    |                                                  |
| Blaesus   | „der Lispelnde“                                               | Gaius Sempronius Blaesus (Konsul), Konsul 253 und 244 v. Chr. Quintus Iunius Blaesus (Suffektkonsul 28), römischer Politiker und Militärtribun                                                 |                                                  |
| Blandus   | „sanft“, „weich“                                              | Rubellius Blandus, römischer Rhetoriklehrer, Stammvater der gens Rubellia Gaius Rebellius Blandus, römischer Suffektkonsul 18                                                                  |                                                  |
| Bolanus   | wahrscheinlich „aus Bola stammend“                            | Marcus Vettius Bolanus (Konsul 66), römischer Suffektkonsul Marcus Vettius Bolanus (Konsul 111), römischer Konsul                                                                              |                                                  |
| Bradua    | unklar                                                        | Appius Annius Atilius Bradua, römischer Konsul 160 Marcus Valerius Bradua Mauricus, römischer Konsul 191                                                                                       | Sehr selten.                                     |
| Brocchus  | Begriff für Menschen mit Zahnfehlstellung                     | Gaius Aelius Brocchus, römischer Offizier, 1. und 2. Jahrhundert Gaius Sertorius Brocchus Quintus Servaeus Innocens, römischer Suffektkonsul 101                                               | Ursprünglich Agnomen.                            |
| Brutus    | „Dummkopf“                                                    | Lucius Iunius Brutus, mythischer erster Konsul Roms 509 v. Chr. Marcus Iunius Brutus, einer der Mörder Cäsars                                                                                  |                                                  |
| Burrus    | wörtlich „rot“, sinngemäß „rothaarig“                         | Lucius Antistius Burrus, römischer Konsul 181 Sextus Afranius Burrus, Prätorianerpräfekt unter Kaiser Nero                                                                                     | Altlateinische Form des altgriechischen Pyrrhos. |

## C
| Cognomen    | wörtliche Bedeutung                                                      | Namensträger (beispielhaft) | Anmerkungen                                                         |
| ----------- | ------------------------------------------------------------------------ | --- | ------------------------------------------------------------------- |
| Caecilianus | „Adoptivkind [aus] der gens Caecilia“                                    | Gaius Sabucius Maior Caecilianus, römischer Suffektkonsul 186 Sextus Sentius Caecilianus, römischer Politiker, Suffektkonsul unter Vespasian |                                                                     |
| Caepio      | eventuell „Zwiebel“, wahrscheinlicher unbekannten etruskischen Ursprungs | Fannius Caepio, Verschwörer gegen Augustus Gnaeus Servilius Caepio, Konsul 141 v. Chr., Zensor 125 v. Chr. | Name einer patrizischen Familie der gens Servilia.                  |
| Caesar      | wahrscheinlich „aus dem Mutterleib geschnitten“ oder „Elefant“           | Gaius Caesar Germanicus Augustus, der Kaiser Caligula Gaius Iulius Caesar, römischer Diktator |                                                                     |
| Campanus    | „aus Kampanien“                                                          | Gaius Secius Campanus, römischer Suffektkonsul 86 Sextus Hermentidius Campanus, römischer Suffektkonsul 97 |                                                                     |
| Campanianus | „aus Kampanien“                                                          | Iulius Felix Campanianus, Dichter und Stadtpräfekt von Rom wohl im Jahr 467 Campanianus († vor Mai 591), römischer Heermeister | Kaiserzeit und v. a. Spätantike                                     |
| Carbo       | „das Geschwür“                                                           | Gaius Papirius Carbo (Vater) († 119 v. Chr.), römischer Redner und Konsul 120 v. Chr. Gnaeus Papirius Carbo (Konsul 113 v. Chr.) († nach 112 v. Chr.), römischer Politiker | Name einer plebejischen Familie der gens Papiria.                   |
| Cato        | „gewitzt“ oder „scharfsinnig“                                            | Marcus Porcius Cato der Ältere, Zensor 184 v. Chr., Feldherr, Geschichtsschreiber, Schriftsteller und Staatsmann, prägte den Ausspruch „ceterum censeo Carthaginem esse delendam“ Marcus Porcius Cato der Jüngere, einflussreicher Senator und Widersacher Caesars, 1. Jahrhundert v. Chr. |                                                                     |
| Celer       | „schnell“, „flink“                                                       | Lucius Marcius Celer Marcus Calpurnius Longus, römischer Suffektkonsul 144 Quintus Caecilius Metellus Celer, römischer Konsul 60 v. Chr. |                                                                     |
| Cerialis    | „zu Ceres gehörig“                                                       | Marcus Munatius Sulla Cerialis, römischer Konsul 215, von Kaiser Elagabal 219 getötet Quintus Petillius Cerialis, römischer Suffektkonsul 70 und 74 | auch „Caerialis“, „Caerealis“ und „Cerealis“                        |
| Cethegus    | Unbekannt                                                                | Gaius Cornelius Cethegus (Senator), römischer Senator und Teilnehmer an der Catilinarischen Verschwörung Marcus Cornelius Cethegus (Konsul 204 v. Chr.), römischer Politiker | Name der sehr alten Familie der Cetheger.                           |
| Commodus    | „angemessen“, „höflich“                                                  | Lucius Aurelius Commodus (* 31. August 161 in Lanuvium; † 31. Dezember 192 in Rom), der Kaiser Commodus Lucius Ceionius Commodus, römischer Konsul 78 | Name einer Familie der gens Ceionia.                                |
| Constans    | „feststehend“, „standhaft“, „unerschütterlich“, „zuverlässig“            | Flavius Iulius Constans, der römische Kaiser Constans Titus Flavius Constans, römischer Statthalter Dakiens 165 und Prätorianerpräfekt |                                                                     |
| Cornutus    | „gehörnt“                                                                | Servius Sulpicius Camerinus Cornutus (Konsul 461 v. Chr.), römischer Politiker der sagenhaften frühen Republik Gaius Caecilius Cornutus, römischer Prätor 57 v. Chr. | Ursprünglich Agnomen der Sulpicier, später prestigereiches Cognomen |

## D
| Cognomen  | wörtliche Bedeutung | Namensträger (beispielhaft) | Anmerkungen                                    |
| --------- | ------------------- | --- | ---------------------------------------------- |
| Dalmatius | „aus Dalmatien“     | Flavius Dalmatius, Konsul 333 Flavius Iulius Dalmatius, der Mitkaiser Dalmatius                                                                         |                                                |
| Drusus    | unklar              | Gaius Livius Drusus (Konsul), römischer Politiker, Konsul 147 v. Chr. Marcus Livius Drusus der Jüngere (um 124 v. Chr.–91 v. Chr.), römischer Politiker | Name einer angesehenen Familie der gens Livia. |

## F
| Cognomen  | wörtliche Bedeutung            | Namensträger (beispielhaft) | Anmerkungen |
| --------- | ------------------------------ | --- | ----------- |
| Florianus | „blond“, „blühend“, „prächtig“ | Marcus Annius Florianus, der Kaiser Florianus Marcus Caecilius Fuscianus Crepereianus Florianus, Statthalter in Arabia, 2. und 3. Jahrhundert |             |

## G
| Cognomen  | wörtliche Bedeutung                   | Namensträger (beispielhaft) | Anmerkungen |
| --------- | ------------------------------------- | --- | ----------- |
| Geta      | „Geter“ oder „aus dem Land der Geten“ | Gaius Licinius Geta, römischer Konsul 116 v. Chr., Zensor 108 v. Chr. Publius Septimius Geta (Konsul 203), Bruder des Kaisers Septimius Severus |             |
| Gratianus | „der Dankbare“                        | Flavius Gratianus (359–383), römischer Kaiser, siehe Gratian Gratianus Funarius, Vater der Kaiser Valentinian und Valens                        |             |

## L
| Cognomen | wörtliche Bedeutung   | Namensträger (beispielhaft)                                                            | Anmerkungen           |
| -------- | --------------------- | -------------------------------------------------------------------------------------- | --------------------- |
| Largus   | unklar, siehe Artikel | Gaius Caecina Largus, römischer Konsul 42 Lucius Annius Largus, römischer Konsul 147   |                       |
| Luscus   | „einäugig“            | Titus Annius Luscus, Gesandter nach Makedonien Titus Annius Luscus, Konsul 153 v. Chr. | Ursprünglich Agnomen. |

## M
| Cognomen     | wörtliche Bedeutung | Namensträger (beispielhaft) | Anmerkungen    |
| ------------ | ------------------- | --- | -------------- |
| Mamerc(in)us | „Mars“              | Tiberius Aemilius Mamercus, römischer Konsul 470 und 467 v. Chr. Lucius Aemilius Mamercinus (Konsulartribun), römischer Politiker, Konsulartribun 391, 389, 387, 383, 382 und 380 v. Chr.       | Auch Praenomen |
| Mammula      | „Mutterbrüstchen“   | Aulus Cornelius Mammula (Prätor 217 v. Chr.), römischer Prätor 217 v. Chr., gelobte ein ver sacrum                                                                                              |                |
| Mus          | „Maus“              | Publius Decius Mus (Konsul 340 v. Chr.) († 340 v. Chr.), römischer Politiker Publius Decius Mus (Konsul 312 v. Chr.) († 295 v. Chr.), römischer Politiker, Konsul 312, 308, 297 und 295 v. Chr. |                |

## N
| Cognomen | wörtliche Bedeutung                                     | Namensträger (beispielhaft) | Anmerkungen |
| -------- | ------------------------------------------------------- | --- | ----------- |
| Nero     | möglicherweise „stark“ und „tatkräftig“, siehe Artikel. | Nero Claudius Caesar Augustus Germanicus, der Kaiser Nero Tiberius Claudius Nero (Konsul 202 v. Chr.), römischer Konsul 202 v. Chr. |             |
| Nerva    | „Kraft“                                                 | Marcus Cocceius Nerva (30–98), der römische Kaiser Nerva Aulus Licinius Nerva Silianus (Konsul 65), römischer Suffektkonsul         |             |

## P
| Cognomen | wörtliche Bedeutung | Namensträger (beispielhaft) | Anmerkungen |
| -------- | ------------------- | --- | ----------- |
| Pacatus  |                     | Latinus Pacatus Drepanius, gallorömischer Redner und Dichter, bekannt durch seinen Panegyrikus auf Theodosius I. aus dem Jahr 389 n. Chr. Gaius Prastina Pacatus, Suffektkonsul 160 |             |

## R
| Cognomen | wörtliche Bedeutung | Namensträger (beispielhaft) | Anmerkungen |
| -------- | ------------------- | --- | ----------- |
| Regillus | „König“             | Lucius Aemilius Regillus, römischer Politiker, Prätor 190 v. Chr. Paullus Aemilius Regillus (* 14/15 v. Chr.), römischer Politiker, Großneffe des Kaiser Augustus |             |

## S
| Cognomen | wörtliche Bedeutung   | Namensträger (beispielhaft) | Anmerkungen                          |
| -------- | --------------------- | --- | ------------------------------------ |
| Scipio   | „Stock“               | Publius Cornelius Scipio Africanus, besiegte Hannibal 202 v. Chr. in der Schlacht von Zama Publius Cornelius Scipio Aemilianus Africanus, genannt „der jüngere Scipio“, zerstörte 146 v. Chr. Karthago |                                      |
| Senecio  | „alt“                 | Quintus Sosius Senecio, Konsul 99 und 107 Lucius Alfenus Senecio, Konsul und Statthalter von Syrien (200–205) und Britannien (205–207/8)                                                               | Wahrscheinlich keltischen Ursprungs. |
| Sulla    | unklar, siehe Artikel | Faustus Cornelius Sulla Felix, römischer Konsul 52 Lucius Cornelius Sulla Felix, der Diktator Sulla |                                      |

## T
| Cognomen  | wörtliche Bedeutung            | Namensträger (beispielhaft) | Anmerkungen           |
| --------- | ------------------------------ | --- | --------------------- |
| Torquatus | „Mit einem Torques geschmückt“ | Aulus Manlius Torquatus Atticus, römischer Politiker, Zensor 247 v. Chr., Konsul 244 und 241 v. Chr. Lucius Manlius Torquatus († 47 v. Chr.), römischer Konsul 65 v. Chr. | Ursprünglich Agnomen. |

## V
| Cognomen               | wörtliche Bedeutung | Namensträger (beispielhaft) | Anmerkungen                                                            |
| ---------------------- | ------------------- | --- | ---------------------------------------------------------------------- |
| Vespa                  | Unbekannt           | Terentius Vespa, römischer Redner, 1. Jahrhundert v. Chr. Vespa (Dichter), römischer Dichter, 4. Jahrhundert, möglicherweise Agnomen oder Künstlername | Von einem etruskischen Familiennamen abgeleitet.                       |
| Victor & Victori(a)nus | „Sieger“            | Flavius Victor († 388), 384–388 Mitkaiser des Magnus Maximus Titus Furius Victorinus, Prätorianerpräfekt 160–168                                       | Ursprünglich verbreitetes Agnomen, später häufiger Beiname der Kaiser. |